# Rezzo
Rezzo (Rèssu in ligure) è un comune italiano di 308 abitanti della provincia di Imperia in Liguria.

## Geografia fisica

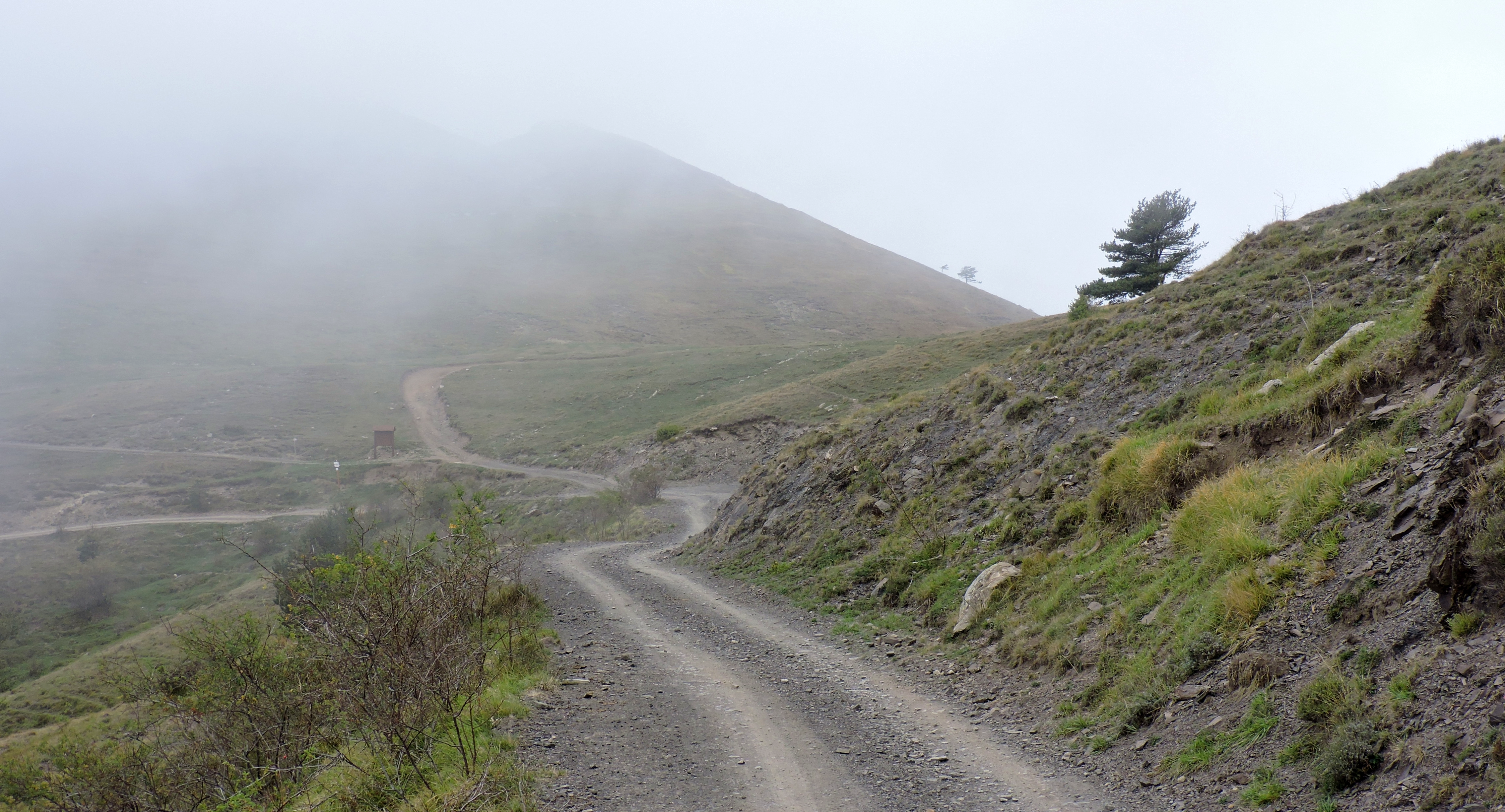
Il passo della Mezzaluna

Il comune è ubicato in una conca della media valle della Giara, chiusa tra le cime montane del monte Prearba (1.446 m) e del monte Carpasina (1.415 m). Il territorio comunale culmina a nord-ovest con il monte Monega (1.882 m). Altre vette del territorio rezzese sono il Poggio d'Alpette (1729 m), la Rocca dell'Agnello (1729 m), il monte Bussana (1701 m), il Poggio di Buoi di Raxin (1700 m), la Cima di Donzella (1636 m), il Carmo di Brocchi (1610 m), il monte Arborea (1549 m), il Carmo dell'Omo (1520 m), il monte Bisciaire (1518 m), il monte Fenaira (1459 m), il monte Grande (1418 m), il monte Pizzo (1417 m), il monte Selle Valasse (1206 m), il monte Ciazza del Bausso (1128 m), il monte Aurigo (1122 m), il monte dell'Averna (1042 m), il monte Baraccone (860 m), il monte Crocetta (642 m). Il passo della Mezzaluna (1454 m s.l.m.) e il passo della Teglia (1390 m s.l.m.) permettono il collegamento di Rezzo con Molini di Triora.
Il borgo, di struttura in stile medievale, è posto su di un crinale elevato collegato alle due borgate lineari intermedie. Attorno al paese sono presenti le tipiche fasce dove sono presenti alcuni vigneti.
Fra i 900 e i 1.400 metri di altitudine è presente una vasta area boschiva, composta da 534 ettari di ceduo composto e da 62 ettari di ceduo semplice, considerata la più estesa della Liguria. Per secoli la faggeta ha costituito una notevole fonte di ricchezza per la popolazione per i suoi diversi usi quali legna, carbone, fibre di nocciolo, foglie secche e frutti del sottobosco.

## Storia

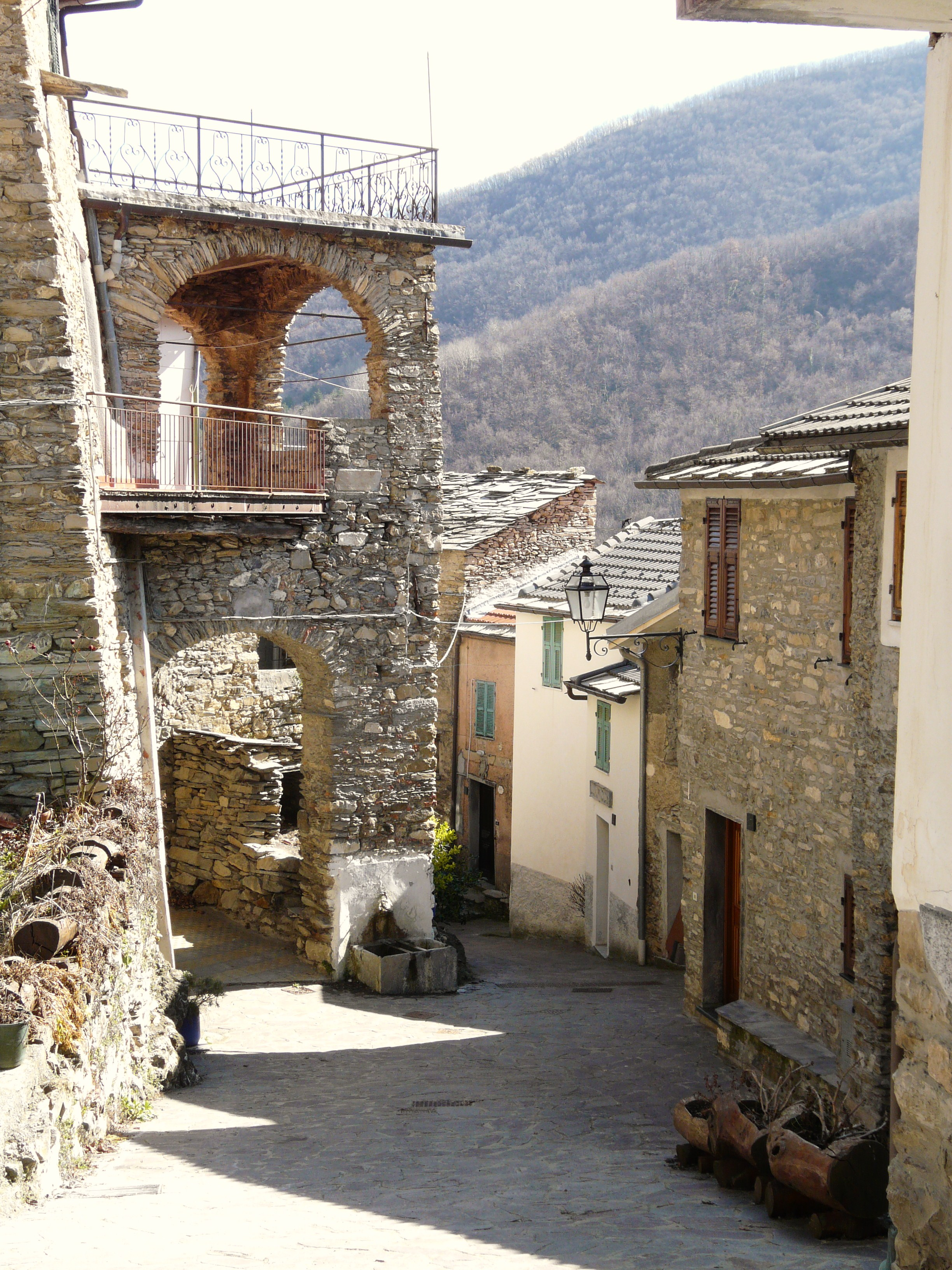
Scorcio del centro storico di Rezzo

Come altri centri dell'alta valle Arroscia e della valle della Giara di Rezzo, i primi nuclei rurali dell'odierno territorio rezzasco sorsero in epoca preistorica. Tuttavia, le prime notizie certe e documentate sono risalenti al periodo medievale, quando Rezzo rientrò tra i possedimenti feudali dei marchesi di Clavesana.
Nel XIV secolo questa parte del territorio fu interessato da una contesa tra i marchesi di Ceva, i Del Carretto e gli stessi Clavesana; fu Emanuele II di Clavesana a cedere, nel corso del 1385, parte del territorio a Genova per mettere fine al contenzioso. Un'altra parte del territorio fu comunque assegnata, per eredità, ai marchesi carretteschi.
Una nuova controversia tra marchesati interessò ancora il territorio di Rezzo nel secolo successivo: il marchese Giovanni Pallavicino, in veste di governatore di Genova per conto della Signoria Sforzesca, concesse l'investitura al figlio di Emanuele II, Gaspare Clavesana, che acquistò la metà ancora in mano ai Del Carretto, portando così ad una nuova riunificazione dei possedimenti dei Clavesana in terra di Rezzo. La più stabile dominazione della famiglia - sotto l'influenza della Repubblica di Genova - portò non solo ad un proficuo sviluppo economico, ma anche architettonico del borgo con l'edificazione del palazzo residenziale, di nuove abitazioni attorno all'edificio, il restauro della locale parrocchiale di San Martino e alla costruzione di una nuova cappella.
Una pace che fu interrotta nella seconda metà del XVII secolo quando, dopo i primi scontri e passaggi di truppe nel 1625 degli eserciti genovesi e piemontesi, si scatenarono nel 1672 con l'assalto vittorioso al territorio di Pornassio (ultimo baluardo dei genovesi) e al medievale castello di Rezzo e al borgo stesso da parte del Reggimento Savoia e tre compagnie di soldati svizzeri. Gli abitanti rezzaschi tentarono una disperata e fiera resistenza asserragliandosi dentro al maniero del XII secolo, ma fu un tentativo inutile in quanto ben presto le forze del Ducato di Savoia occuparono pure questa parte del territorio tra saccheggi e razzie; lo stesso castello fu smantellato.

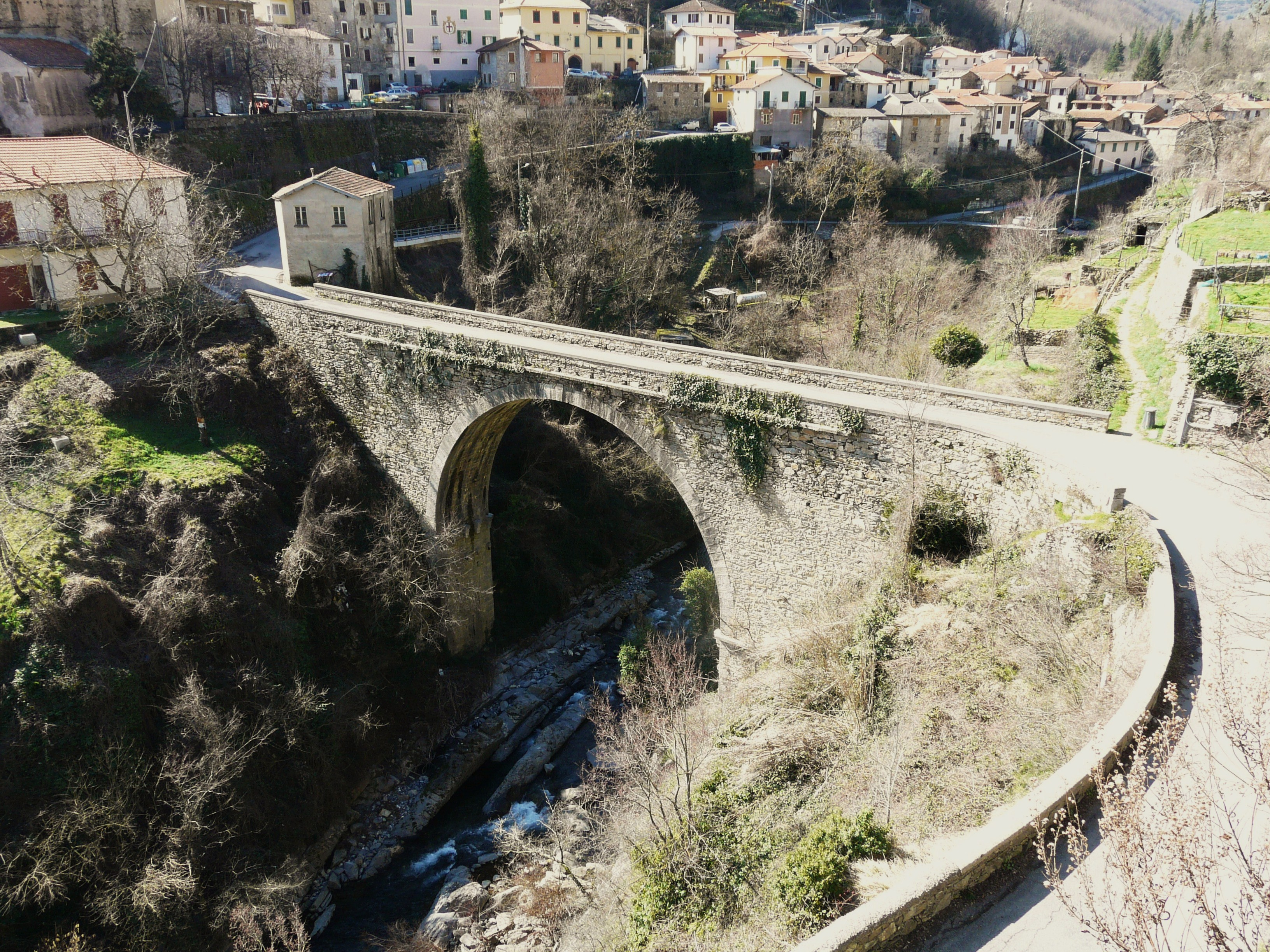
Ponte antico presso la frazione di Lavina

Fu il trattato di Vienna del 1735 ad assegnare il feudo di Rezzo al Regno di Sardegna, nella persona di Carlo Emanuele III di Savoia. I marchesi di Clavesana continuarono ad avere il vassallaggio sul borgo - con l'edificazione di un nuovo palazzo attiguo alla parrocchiale del paese - fino al 1784 quando venne concesso al nobile genovese Paolo Girolamo Pallavicino. Altri movimenti di truppe si registrarono nel corso della guerra di successione austriaca del 1747.
Con la dominazione napoleonica furono istituite le tre principali municipalità di Rezzo, Cenova e Lavina che entrarono dal 1805 nei possedimenti del Primo Impero francese; i territori furono assoggettati al circondario di Porto Maurizio nella giurisdizione del Dipartimento di Montenotte dal 13 giugno 1805 al 1814.
Nel 1815 il territorio fu nuovamente inglobato nel Regno di Sardegna, così come stabilì il Congresso di Vienna del 1814, e successivamente nel Regno d'Italia dal 1861.
Dal 1859 al 1926 i territori dei tre comuni furono compresi nel V mandamento di Pieve di Teco del circondario di Porto Maurizio facente parte della provincia di Porto Maurizio (poi provincia di Imperia, dal 1923). Nel 1928 i due comuni di Cenova e di Lavina furono soppressi e incorporati come frazioni nella municipalità rezzasca.
Dal 1973 al 31 dicembre 2008 ha fatto parte della Comunità montana Alta Valle Arroscia e, con le nuove disposizioni della Legge Regionale nº 24 del 4 luglio 2008, ha fatto parte fino al 2011 della Comunità montana dell'Olivo e Alta Valle Arroscia.

### Simboli
Stemma
Lo stemma comunale raffigura, in campo azzurro, un castello d'oro, torricellato di un pezzo centrale, merlato alla guelfa, aperto e finestrato del campo, fondato su un terrazzo di verde e sostenuto da due leoni controrampanti di azzurro e lampassati di rosso. Il terrazzo caricato dell'iscrizione latina Retium in lettere maiuscole d'oro. La composizione ricorda il castello dell'antica Retium e i signori (leoni rampanti) che la dominarono, ultimi dei quali furono i marchesi di Clavesana e i Grimaldi di Genova; il verde della campagna simboleggia la fertilità del suolo.
Gonfalone

Lo stemma e il gonfalone sono stati concessi con decreto del presidente della Repubblica del 12 marzo 1959.

## Monumenti e luoghi d'interesse

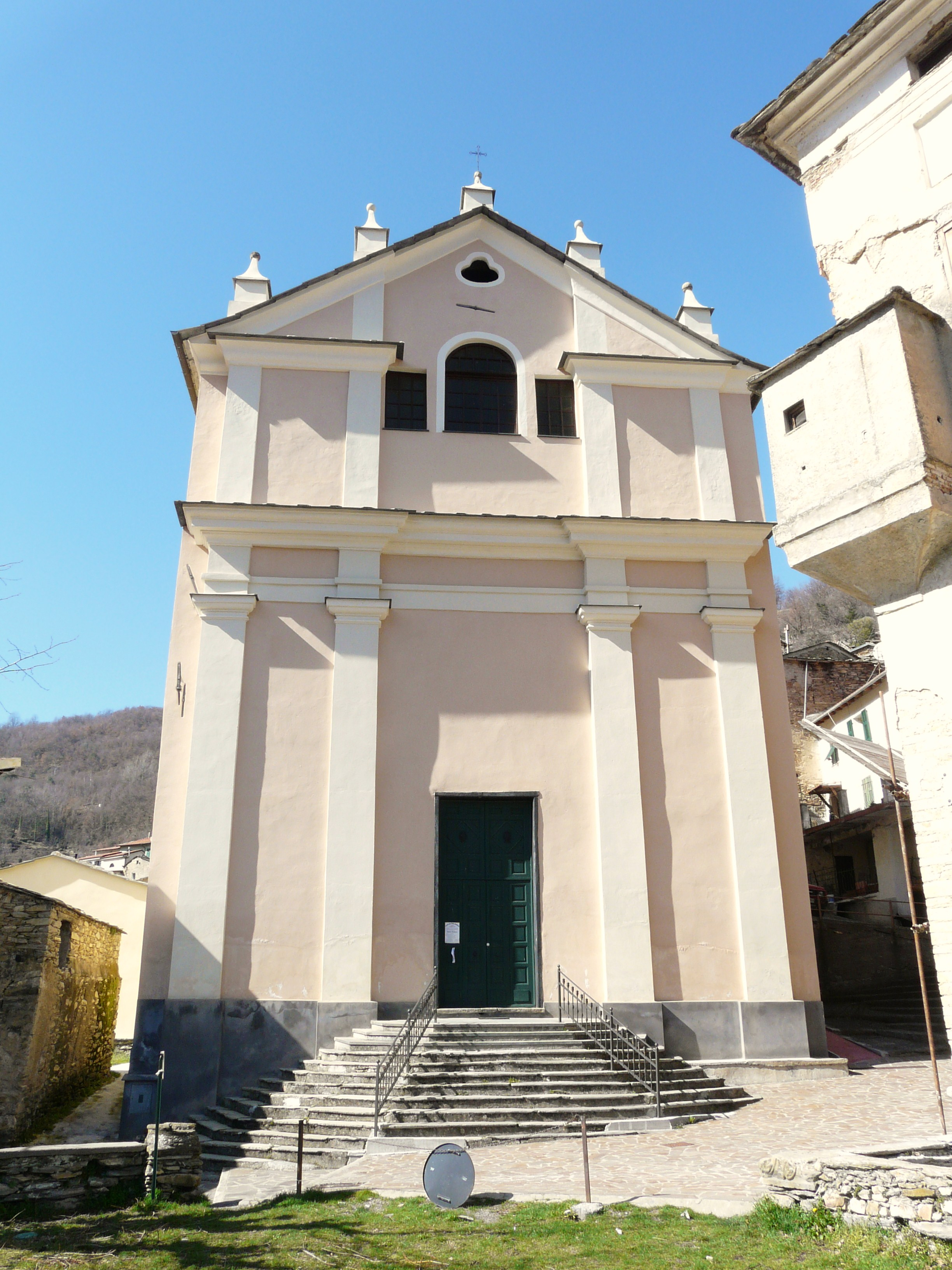
La chiesa parrocchiale di San Martino

### Architetture religiose
- Chiesa parrocchiale di San Martino Vescovo nel centro storico di Rezzo. L'edificio fu eretto nel XVII secolo e al suo interno sono conservati i resti di un polittico del XVI secolo di pittore sconosciuto e di un'antica fonte battesimale in ardesia.
- Santuario di Nostra Signora del Santo Sepolcro e di Maria Bambina. Eretto nel XV secolo in stile romanico, è situato a circa due chilometri dal centro abitato di Rezzo. Al suo interno sono presenti affreschi del pittore Pietro Guido da Ranzo, databili al 1515, con raffigurazioni inerenti a scene di vita di Gesù. In una nicchia è presente una statua marmorea della Madonna con il Bambino del XVII secolo, opera dello scultore Filippo Parodi, allievo del celebre Gian Lorenzo Bernini.
- Oratorio di San Mauro e Santa Consolata Monaca, presso la zona Castello.
- Oratorio dei Santi Sebastiano e Rocco, sotto il paese, di architettura romanica.
- Oratorio di Santa Croce dell'Ospedale o di Santa Maria Maddalena, a Rezzo, con al suo interno affreschi del pittore Pietro Guido da Ranzo.
- Cappella di San Michele Arcangelo, citata già nel 1493, lungo la via che porta al cimitero del paese.
- Cappella di San Bernardo, presso la zona di Case Soprane, con al suo interno affreschi del pittore Pietro Guido da Ranzo.
- Cappella di San Giuseppe o del Presepio a Rezzo.
- Cappella di Santa Margherita a Rezzo, citata in documenti del XVI secolo.
- Cappelletta di Santa Croce a Rezzo.
- Cappelletta dell'Angelo custode a Rezzo.
- Chiesa parrocchiale di Nostra Signora Assunta nella frazione di Cenova. Fu eretta nel XV secolo e rifatta tra il 1684 e il 1702 in stile barocco da Gio Batta Marvaldi.
- Oratorio dei Santi Giovanni Battista e Giovanni Evangelista nella frazione di Cenova. Eretto tra il XVI e il XVII secolo presenta un affresco nella lunetta.
- Chiesa parrocchiale di Sant’Antonio Abate nella frazione di Lavina, costruita in forme tardo-barocche nel 1725 su un edificio del Trecento.
- Santuario della Madonna della Neve nella frazione di Lavina, del XVIII secolo.
- Oratorio di San Giovanni Battista nella frazione di Lavina, che risale al XVI secolo ed è situato non lontano dalla parrocchiale.
- Oratorio di San Colombano nella frazione di Lavina.
- Cappelle di San Pantaleo, di San Sebastiano, di San Giuseppe e di San Bernardo nella frazione di Lavina.

### Architetture militari

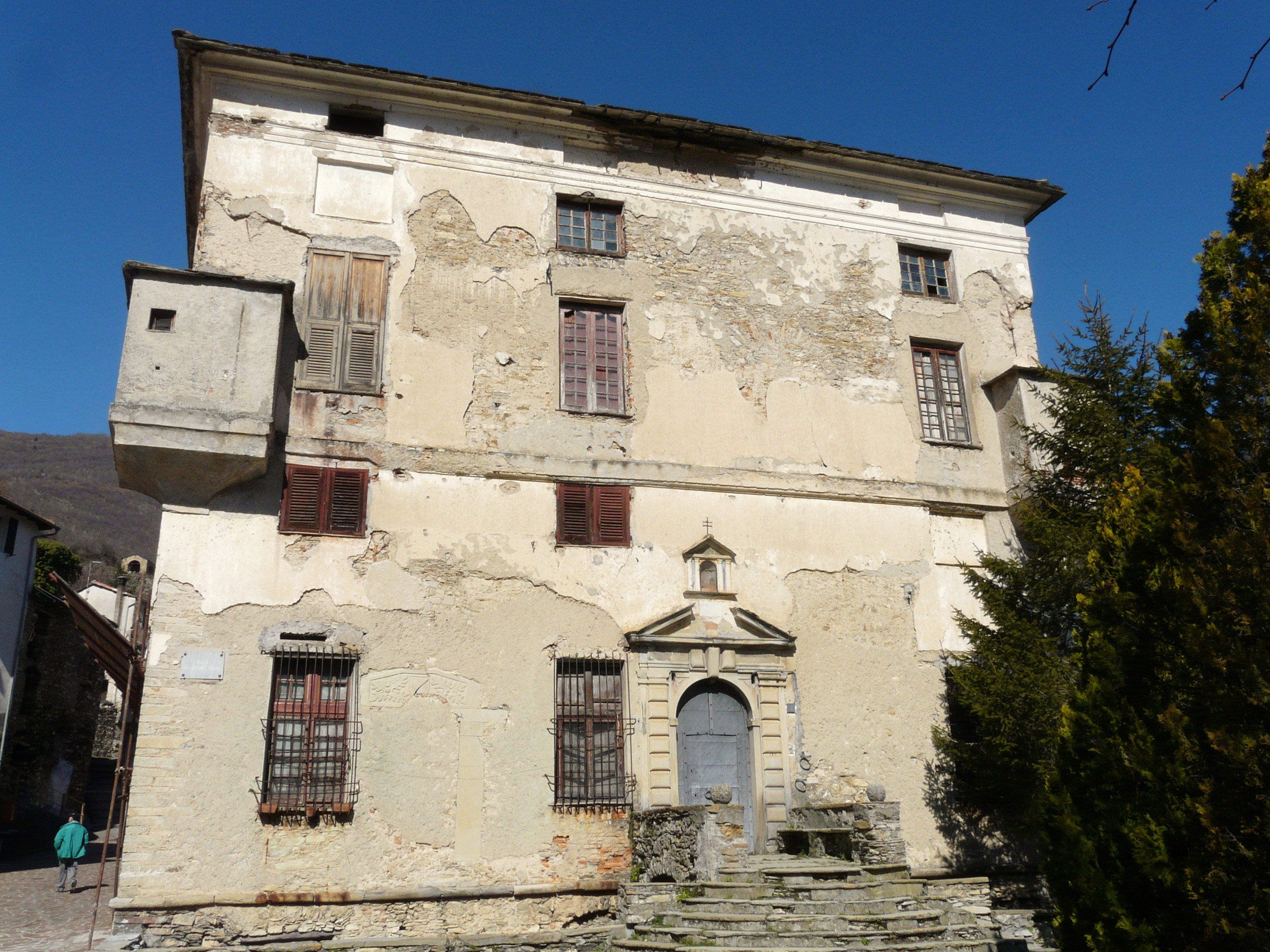
Il castello dei marchesi Clavesana

Anticamente era presente a monte del borgo un castello del XIV secolo, andato poi distrutto a seguito dell'assedio piemontese del 1672. Ad oggi rimangono i pochi resti delle mura e due torri. Nel corso del XVII secolo i marchesi di Clavesana fecero erigere un nuovo castello - oggi trasformato in abitazione - in posizione strategica dominante l'abitato e l'intera valle. Del vecchio uso difensivo sono rimaste intatte le sale della cucina, il granaio, la cantina e il locale del corpo di guardia; nel sotterraneo del castello esiste ancora oggi la prigione con relativo passaggio segreto.

### Aree naturali
Nel territorio rezzasco è presente il monte Carpasina, inserito quale sito di interesse comunitario (SIC) con Decreto Ministeriale del 25 marzo 2005, ai sensi della Direttiva 92/43/CEE (Direttiva Habitat).

## Società

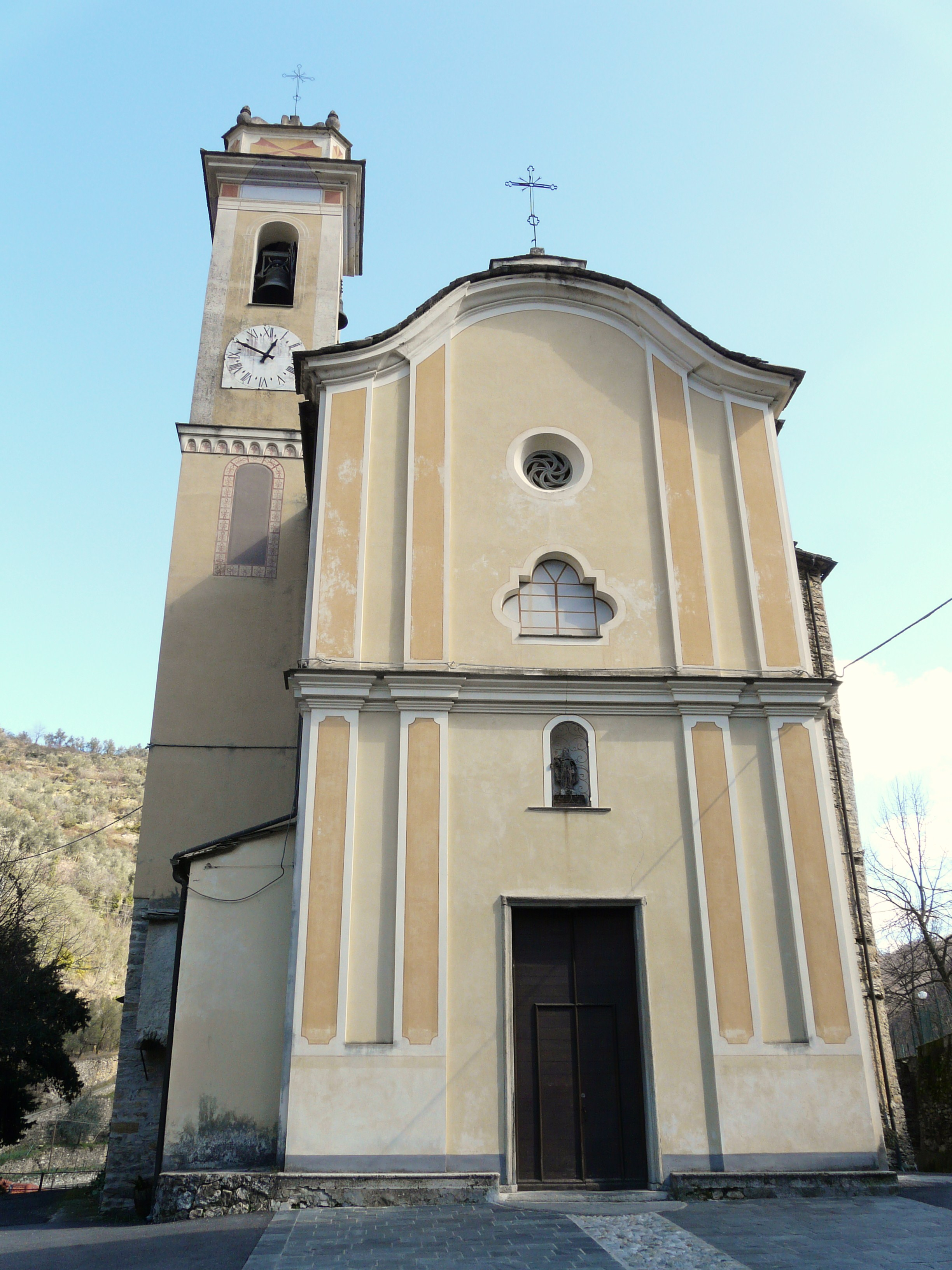
La chiesa di Sant'Antonio nella frazione di Lavina

### Evoluzione demografica
Abitanti censiti

### Etnie e minoranze straniere
Secondo i dati Istat al 31 dicembre 2019, i cittadini stranieri residenti a Rezzo sono 32.

### Qualità della vita
Il Comune di Rezzo ha conseguito la certificazione del proprio sistema di gestione ambientale conformemente alla norma ISO 14001.

## Geografia antropica

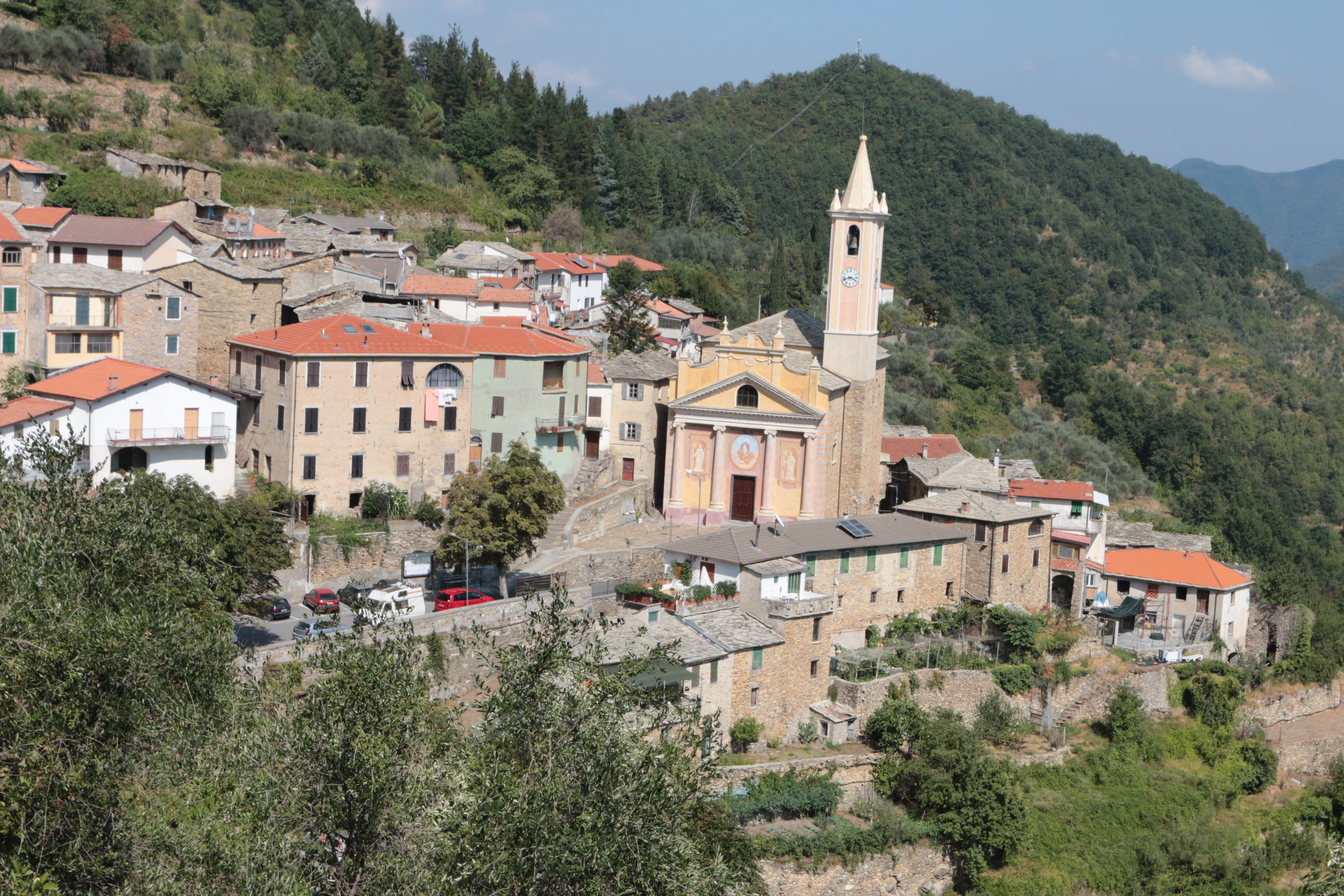
Cenova con la chiesa di Nostra Signora Assunta

Il territorio comunale è costituito, oltre il capoluogo, dalle frazioni di Cenova, Lavina e parte di San Bernardo per una superficie territoriale di 37,37 km².
Confina a nord con i comuni di Montegrosso Pian Latte, Pornassio e Pieve di Teco, a sud con Molini di Triora, Montalto Carpasio, Borgomaro e Aurigo, ad ovest con Molini di Triora e ad est con Pieve di Teco.

## Economia
La principale risorsa economica del comune è l'attività legata all'agricoltura e sull'allevamento del bestiame. Tipica del territorio di Rezzo è la produzione di canestri e cestini dal legname del nocciolo selvatico.

## Infrastrutture e trasporti

### Strade
Il territorio di Rezzo è attraversato principalmente da due arterie provinciali: la SP 17 che permette il collegamento con il comune di Molini di Triora tramite il passo della Teglia; la SP 18 per il territorio comunale di Pieve di Teco.

## Amministrazione

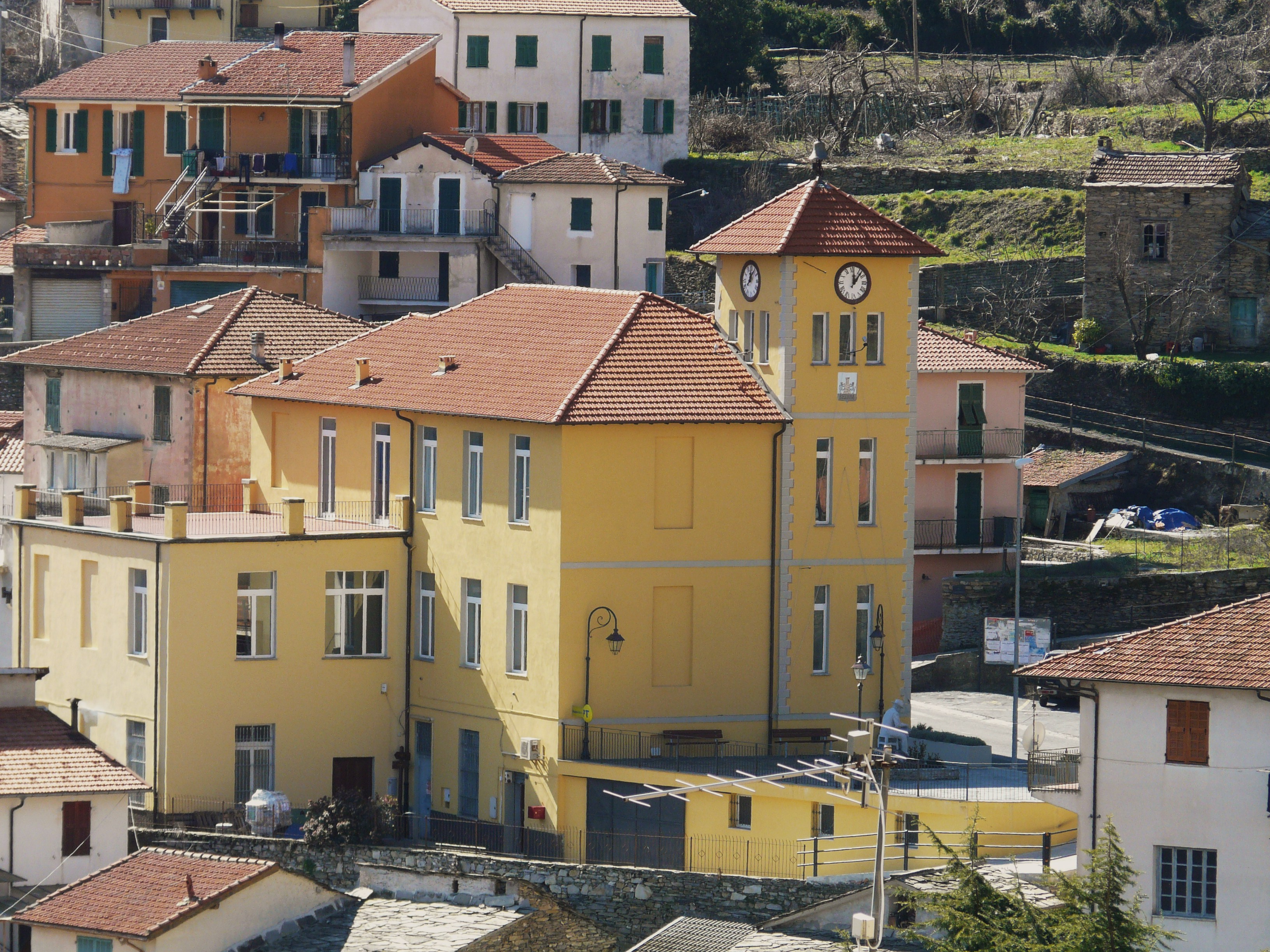
Il municipio

| Periodo         | Periodo         | Primo cittadino | Partito                                     | Carica  | Note   |
| --------------- | --------------- | --------------- | ------------------------------------------- | ------- | ------ |
| 19 luglio 1988  | 9 novembre 1992 | Claudio Martini | Partito Democratico della Sinistra          | Sindaco | [ 14 ] |
| 4 dicembre 1992 | 7 giugno 1993   | Ennio Semeria   | Partito Democratico della Sinistra          | Sindaco |        |
| 8 giugno 1993   | 28 aprile 1997  | Ennio Semeria   | Rifondazione Comunista                      | Sindaco |        |
| 28 aprile 1997  | 14 maggio 2001  | Claudio Martini | lista civica                                | Sindaco |        |
| 14 maggio 2001  | 30 maggio 2006  | Marco Agnese    | lista civica                                | Sindaco |        |
| 30 maggio 2006  | 16 maggio 2011  | Marco Agnese    | lista civica                                | Sindaco |        |
| 16 maggio 2011  | 5 giugno 2016   | Ennio Semeria   | Unione indipendente (lista civica)          | Sindaco |        |
| 5 giugno 2016   | 4 ottobre 2021  | Renato Adorno   | Quattro piazze un territorio (lista civica) | Sindaco |        |
| 4 ottobre 2021  | in carica       | Renato Adorno   | Quattro piazze un territorio (lista civica) | Sindaco |        |

### Altre informazioni amministrative
Rezzo fa parte dell'Unione dei comuni dell'Alta Valle Arroscia.